# Marssonina necans
Marssonina necans är en svampart som först beskrevs av Ellis & Everh., och fick sitt nu gällande namn av Paul Wilhelm Magnus 1906. Marssonina necans ingår i släktet Marssonina och familjen Dermateaceae.   Inga underarter finns listade i Catalogue of Life.